# مسجد القرطاس (البصرة)
مسجد القرطاس من مساجد العراق القديمة الأثرية التي بنيت في عهد الدولة العثمانية، ويقع في محلة الكوت في قضاء الزبير في محافظة البصرة قرب مرقد وجامع الزبير بن العوام، وبناه وشيدهُ (الشيخ عيسى بن راشد القرطاس) في عام 1300هـ/ 1882م، ويقال شيدهُ (الحاج عيسى بن عبد الوهاب باشا بن أحمد القرطاس) في عام 1305هـ/ 1887م، وألحق بهِ مبنى مدرسة لتعليم الأولاد، ولقد تم ترميمهُ مرات عديدة من قبل عائلة آل القرطاس وآخر ترميم لهُ كان في عام 1390هـ/1970م، من قبل وزارة الأوقاف والشؤون الدينية، حيث شمل التعمير مبنى الحرم وجدرانه وواجهة الباب الرئيس، ويبلغ طول الحرم حوالي 6م وعرضه 20م، ويستوعب مصلى الحرم حوالي 150 مصل. ويحتوي على غرفة للإمام، ومن بقايا الجامع القديم الجدار الأمامي الذي فيه المحراب، وتقام فيهِ الصلوات الخمس وفيهِ تقام دورات ودروس لتحفيظ القرآن.

## أسماء الإئمة والخطباء
ومن الإئمة الذين تعاقبوا على منصب الإمامة فيه:
- الشيخ عبد الله بن عبد الرحمن الحمود حتى عام 1339هـ.
- الملا إبراهيم بن سعد الخليوي.

ثم تعاقب عليهِ في الإمامة أئمة آخرون.